# Slovo predostavliaetsia Kirsanovu
Slovo predostavliaetsia Kirsanovu (Kirsanov té la paraula), de Solomon Telingater, va ser publicat per Gosudarstvennoe Izdatel’ stvo (GIZ) el 1930 per l'editorial estatal soviètica. La grandària i les qualitats materials del llibre el converteixen en una peça que va poder arribar a un públic ampli en l'època, gràcies també a l'ajuda de la portada la qual segueix idees futuristes i dadaistes.

## La coberta
Aquesta coberta és un treball que il·lustra el lloc que Telingater ocupa en el disseny gràfic soviètic d'avantguarda.
Destaquen la singularitat de la seua grandària i forma vertical que trenca amb la jerarquia dels títols de poemes i amb els enunciats, el programa compositiu i de disseny utilitzat en la portada contínua que ocupa les dues cobertes i els elements que acull com: les diferents tipografies emprades, la gamma de tintes i colors triats (roig sobre línies, blanc, negre i groc) seguint-li a això la resta de títols i creant així contrastos assegurant que els textos inclosos siguen llegibles, sobretot com a imatge que conté i ha de transmetre un missatge. La relació que estableix entre exterior i interior del llibre es deu al fet que en la coberta apareixen escampats tots els títols dels poemes de Semen Kirsanov, conservant en tots dos casos la mateixa grafia i fins i tot grandària i concedint-li dinamisme a la composició.
Aquesta coberta, mitjançant el disseny gràfic, és utilitzada tant com obra constructivista, de peça propagandística o de publicitat en un mitjà de comunicació.

## El llibre
En la concepció d'aquest llibre, Telingater utilitza tant els treballs de propaganda com amb l'ús del fotomuntatge, amb la finalitat de definir el seu objecte i missatge. En aquest cas, el seu objecte és la imatge fotogràfica del cap de Kirsanov.
Utilitza la idea que l'autor/creador té un rostre identificable, concepte compartit pels contemporanis cineastes.
En aquest treball es reconeixen les memòries de l'ambient artístic i literari que l'autor podia haver conegut durant el seu període juvenil en Tiflis.